# حیوان (فیلم ۱۹۷۷)
«حیوان» (فرانسوی: L'Animal‎) فیلمی در ژانر کمدی به کارگردانی کلود زیدی است که در سال ۱۹۷۷ منتشر شد.

## بازیگران
- ژان‌پل بلموندو
- راکوئل ولش
- جین برکین
- دنی ساوال
- جانی آلیده
- کلود شابرول
- آلدو ماچونه
- شارل ژرار
- آنری ژن
- ژولین گیومار
- Agathe Vannier
- Anne-Marie Coffinet
- دیدیه فلامان
- Gilles Kohler
- Henri Attal
- Jacques Alric
- Jean-Jacques Moreau
- ژوزین بالاسکو
- ماریو داوید
- Martine Ferrière
- Maurice Auzel
- موریس بنیشو
- Paul Bisciglia
- Raymond Gérôme
- ریشار بورینژه
- Xavier Saint-Macary
- Yves Mourousi
- فرانسوا والورب